# Michael Hatcher

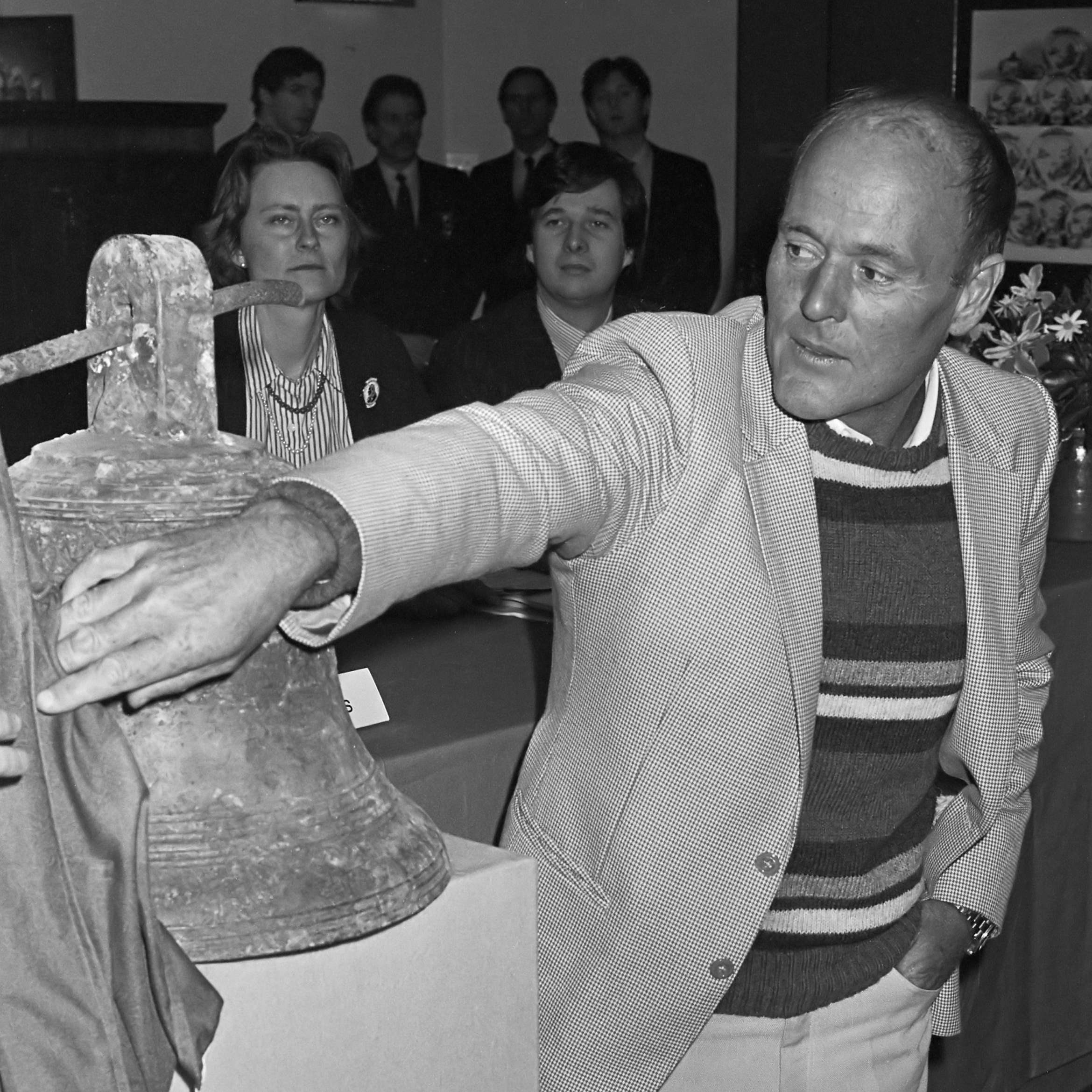
Michael Hatcher enthüllt eine Glocke am Standort "Nankin Cargo" im Jahre 1986

Michael „Mike“ Hatcher (* 1940) ist ein britischer Schatzsucher und verantwortlich für mehrere See-Bergungen. Er ist auf das Südchinesische Meer spezialisiert. 1981 erforschte er das Wrack des niederländischen U-Boots K XVII.

## Leben
Hatcher wurde bekannt durch Funde von chinesischem Porzellan, die „Hatcher-Sammlung“ (von einer unbenannten chinesischen Dschunke) und die Nanking Fracht von der Geldermalsen der Niederländischen Ostindien-Kompanie, die 1752 gesunken war. Beide Funde wurden 1980 in Europa versteigert.
1999 entdeckte Hatchers Team das Wrack der Tek Sing und konnte 360.000 Porzellanteile bergen, von denen ein Großteil im einwandfreien Zustand war. Dies war einer der größten Porzellanschätze, die je geborgen wurden. Die Entdeckung und die Auktion der Fundstücke wurden in dem Buch Treasuers of the Deep von Hugh Edward und Nigel Pickford beschrieben.

## Kontroversen
Die Bergung der Tek Sing und Geldermalsen wurden von Archäologen stark kritisiert, da dadurch wertvolle Artefakte von archäologischen Stätten entfernt würden, ohne konkrete Aufzeichnung und der Zerstörung von weniger wertvollen Teilen der Stätte, wie etwa den Schiffen selbst. Zudem wurde behauptet, er habe einen Teil der Ladung bewusst zerstören lassen damit die übrigen Stücke als größere Seltenheiten gelten konnten für die höhere Preise zu erwarten waren.
Sieben Container der Tek Sing-Fracht wurden von australischen Behörden entsprechend dem „Protection of movable cultural heritage Act“ von 1986 beschlagnahmt, nachdem die indonesische Regierung bestätigt hatte, dass diese illegal von ihrem Hoheitsgebiet exportiert worden waren. Die Bestätigung durch die indonesische Regierung kam jedoch zu spät und Hatcher konnte den Großteil der Ladung nach Europa transportieren und versteigern. 2001 wurden die rund 72.000 beschlagnahmten Teile von Australien an Indonesien ausgeliefert.